# Karel Wälzer
Karel Wälzer (Plzeň, 28 agosto 1888 – Praga, gennaio 1948) è stato un hockeista su ghiaccio cecoslovacco.

## Palmarès

### Olimpiadi
- Bronzo a Anversa 1920 nell'hockey su ghiaccio.